# Kasselik Fidél
Kasselik Fidél, vezetékneve Kaszalik formában is (Waidhofen an der Ybbs (Ausztria), 1756 körül – Pest, 1830. május 26.) építész.

## Életpályája
1795-től Pest városának polgára, 1807-től tagja volt a városi képviselő-testületnek. Számos kora klasszicista jellegű épületet tervezett, melyek közül jelentősebbek: az Ürményi- és Kronberger-féle pesti bérház (1812), a Festetics- (1814) és a Splény-palota (1816), a pesti Magyar Színház (1815), a Fejér vármegyei Vereben álló Ürményi-kastély. 1801 és 1811 között elkészítette a terézvárosi plébániatemplom homlokzatát, eléje pedig oroszlános kutat épített, ezt később a Népligetbe vitték át. Ezzel egyidejűleg tervezte meg a Józsefvárosi Plébániatemplom homlokzatát. 1827-ig dolgozott, 74 éves korában hunyt el 1830. május 26-án. 1831-ben özvegye vitte tovább vállalkozását. Az általa épített pest-terézvárosi templomban helyezték végső nyugalomra.